# الانقلاب الياباني في الهند الصينية الفرنسية
الانقلاب الياباني في الهند الصينية الفرنسية والمعروف باسم عملية القمر الساطع (باليابانية: 明号作戦) هو عملية يابانية وقعت في 9 مارس 1945 قرب نهاية الحرب العالمية الثانية. كان اليابانيون قلقين من حدوث انتفاضة ضدهم من قبل القوات الاستعمارية الفرنسية نتيجة لخسارة القوات اليابانية للحرب وخطر غزو الحلفاء الوشيك للهند الصينية.
وبرغم توقع الفرنسيين الهجوم، فقد شن اليابانيون حملة عسكرية هاجمت الحاميات في جميع أنحاء المستعمرة. أُخذ الفرنسيون على حين غرة واُجتيحت جميع الحاميات واضطر بعضهم إلى الفرار إلى الصين الوطنية حيث اُعتقلوا بقسوة. استبدل اليابانيون المسؤولين الفرنسيين، وفككوا سيطرتهم على الهند الصينية بشكل فعال. أصبح اليابانيون بعد ذلك قادرين على إنشاء إمبراطورية جديدة من فيتنام، ومملكة كامبوتشيا، ومملكة لوانغ فرابانغ والتي ستوافق بقيادتهم على وجودهم العسكري وتحبط غزو محتمل من قبل الحلفاء.

## خلفية

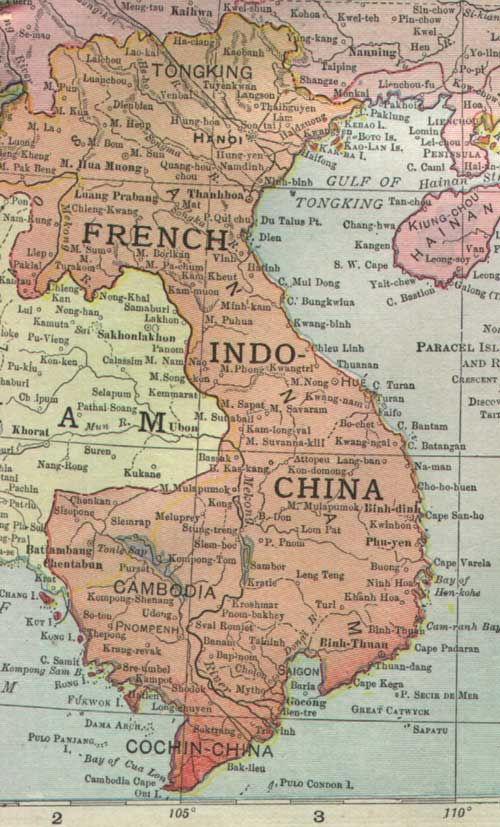
الهند الصينية الفرنسية (1913)

تضم الهند الصينية الفرنسية مستعمرة كوتشينشينا ومحميات أنام وكمبوديا وتونكين ومنطقة لاوس المختلطة. بعد سقوط فرنسا في يونيو 1940، ظلت الحكومة الهندية الصينية مخلصة لنظام فيشي الذي تعاون مع قوى المحور. وفي الشهر التالي، وقع الحاكم الأدميرال جان ديكو على اتفاق يسمح للقوات اليابانية بموجبه باحتلال قواعد في الهند الصينية. وفي سبتمبر من نفس العام، غزت القوات اليابانية وسيطرت على شمال الهند الصينية، ثم في يوليو 1941 احتلت النصف الجنوبي أيضًا. سمح اليابانيون لقوات فيشي الفرنسية والإدارة بالاستمرار على الرغم من أنهم كانوا مجرد دمى.
بحلول عام 1944 عندما كانت الحرب قائمة ضد اليابانيين بعد الهزائم في بورما والفلبين، خشي اليابانيين من هجوم الحلفاء على الهند الصينية الفرنسية. كان اليابانيون مرتابين بالفعل من الفرنسيين. إذ أثار تحرير باريس في أغسطس 1944 المزيد من الشكوك حول ولاءات الإدارة الاستعمارية. كان نظام فيشي في ذلك الوقت غير موجود لكن إدارته الاستعمارية كانت لا تزال قائمة في الهند الصينية، وعلى الرغم من أن ديكو قد اعترف واتصل بالحكومة المؤقتة للجمهورية الفرنسية بقيادة شارل ديغول. حصل ديكو على رد بارد من ديغول وجُرد من سلطاته كحاكم عام ولكن أُمر بالحفاظ على منصبه لخداع اليابانيين. وأصبح قائد جيش ديكو الجنرال أوجين موردان سراً مندوب الحكومة المؤقتة ورئيسًا لجميع المقاومة والأنشطة السرية في الهند الصينية بدلًا منه. ومع ذلك، كان موردان مهملًا إذ كان ثرثارًا للغاية وكان غير قادر على الحفاظ على سرية استعداداته، لدرجة أن قوات الكيمبيتاي اليابانية كشفت بسرعة المؤامرة المحاكة ضدهم وناقشوا الخطوة التالية ضد الفرنسيين.

### تمهيد
قامت المخابرات البريطانية -مهمة القوة 136- بالإنزال الجوي للعديد من العناصر الفرنسية الحرة في الهند الصينية في أواخر عام 1944. وقد قدموا معلومات تفصيلية عن الأهداف، والتي تعلقت في الأغلب بتحركات السفن على طول الساحل إلى مركز القيادة البريطاني في الهند والصين، والتي نقلتها بدورها للأمريكيين. أثناء غارة بحر الصين الجنوبي في يناير 1945، أغرقت الطائرات التابعة لحاملات الطائرات الأمريكية 24 سفينة وألحقت أضرارًا بثلاث عشرة سفينة أخرى. أُسقط ستة طيارين تابعين للبحرية الأمريكية ولكن قُبض عليهم من قبل السلطات العسكرية الفرنسية وأودعوا في سجن سايغون المركزي لحفظهم بأمان. رفض الفرنسيون التخلي عن الأمريكيين وعندما استعد اليابانيون لاقتحام السجن قاموا بتهريبهم. طلب اليابانيون منهم أن يعلنوا استسلامهم ولكن ديكو رفض، فقرر الجنرال الياباني يوتسو تسوشياشي أنه سيتسلم القيادة. لم يعد تسوشياشي واثقًا أن ديكو سيتمكن من السيطرة على مرؤوسيه وطلب الأوامر من طوكيو. كانت القيادة العليا اليابانية مترددة في فتح جبهة أخرى في وضع مزري بالفعل. ومع ذلك، فقد أمروا تسوشياشي بتقديم إنذار أخير إلى ديكو وإذا رفضه فإنهم سيسمحون له بالقيام بانقلاب. خطط اليابانيون للإطاحة بالإدارة الاستعمارية واعتقال أو تدمير الجيش الفرنسي في الهند الصينية عن طريق هذا الانقلاب. وبعد هذا، سيقومون بتثبيت العديد من الحكومات العميلة الموالية لهم والعمل على كسب دعم السكان الأصليين.

### القوى المعارضة
في أوائل عام 1945، كان عدد جيش الهند الصينية الفرنسية لا يزال يفوق عدد اليابانيين في المستعمرة ويضم حوالي 65 ألف رجل، من بينهم 48500 جُندوا محليًا تحت قيادة الضباط الفرنسيين. بينما كانت البقية نظاميين فرنسيين للجيش الاستعماري بالإضافة إلى ثلاث كتائب من الفيلق الأجنبي. بلغ عدد القوة المنفصلة من القوات الهندية (الدرك) 27 ألفًا. لم تستلم تلك القوة أي بدائل أو إمدادات من خارج الهند الصينية منذ سقوط فرنسا في يونيو 1940. وبحلول مارس 1945، كان يمكن القول إن حوالي 30 ألف جندي فرنسي فقط هم الجاهزين للقتال بالكامل، بينما يخدم الباقون في حاميات عسكرية أو كقوات دعم. تألف الجيش الياباني الثامن والثلاثون الهزيل في بداية عام 1945 من 30000 جندي، ثم ازداد عدده بشكل كبير بمقدار 25000 جندي جُلبوا كتعزيزات من الصين وتايلاند وبورما في الأشهر التالية.

## الانقلاب

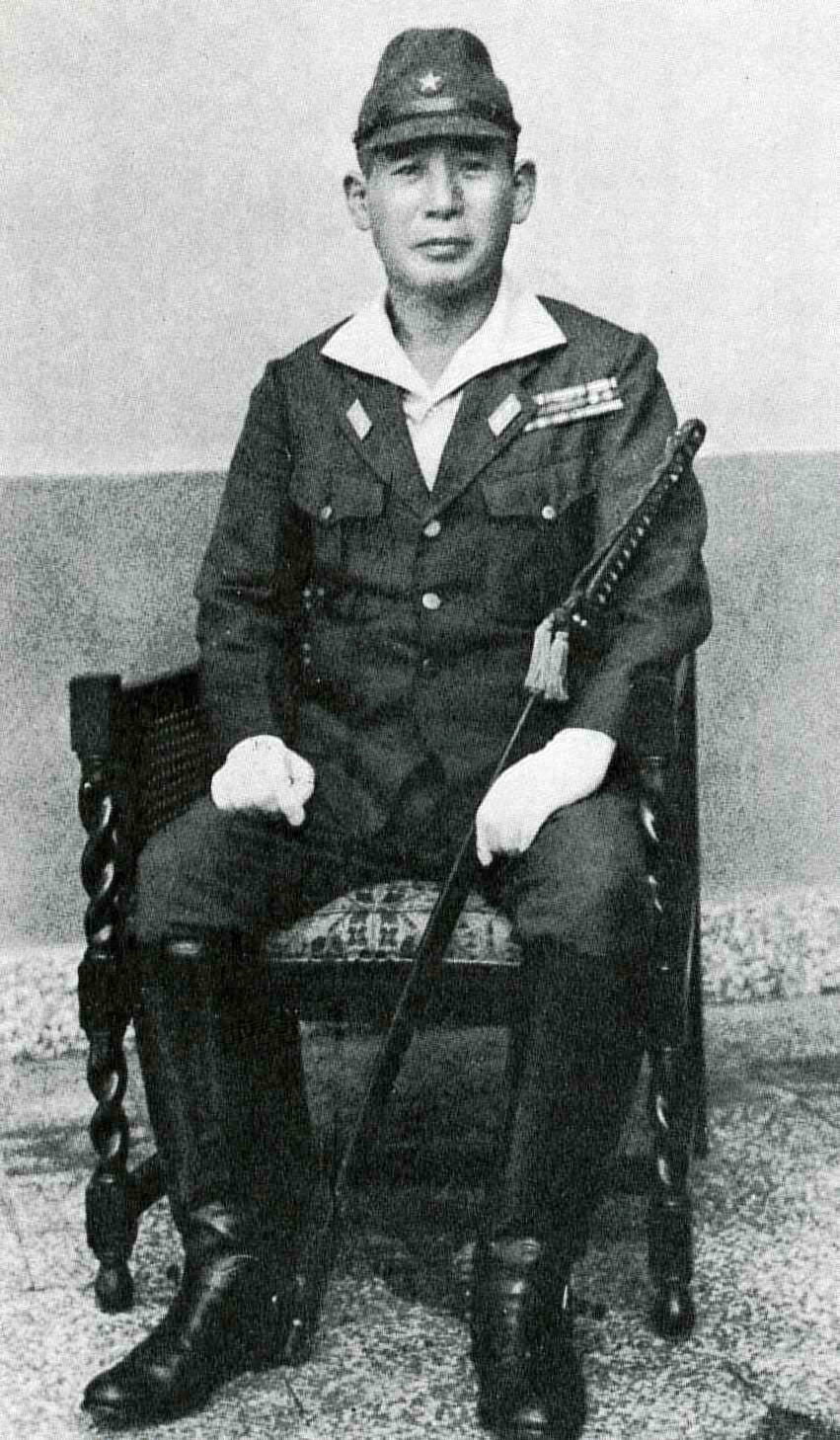
الجنرال يوتسو تسوشياشي

في أوائل مارس 1945، أُعيد نشر القوات اليابانية حول مدن الحامية الفرنسية الرئيسية في جميع أنحاء الهند الصينية والتي تتصل عبر الراديو بمقر قيادة المنطقة الجنوبية. ومع ذلك، حُذر الضباط والمسؤولين المدنيين الفرنسيين من هجوم وأُبلغوا بتحركات القوات، ووُضعت بعض الحاميات في حالة تأهب. أعلن المبعوث الياباني في سايغون السفير شونيتشى ماتسوموتو إلى ديكو أنه طالما كان هبوط الحلفاء في الهند الصينية أمرًا لا مفر منه، فقد رغبت القيادة في طوكيو في إقامة «دفاع مشترك» عن الهند الصينية. لكن ديكو قاوم قائلًا إن هذا سيكون مسرعًا لغزو الحلفاء لكنه اقترح أن السيطرة اليابانية ستكون مقبولة إذا حدث الغزو بالفعل. لم يكن هذا كافيًا، واتهم تسوشياشي ديكو بتضييع الوقت.
وفي يوم 9 مارس بعد الكثير من المماطلة من قبل ديكو، سلم تسوشياشي إنذارًا للقوات الفرنسية مطالبًا بنزع سلاح. أرسل ديكو رسولًا إلى ماتسوموتو يحث فيه على إجراء مزيد من المفاوضات لكن الرسالة وصلت إلى المبنى الخطأ. وبعد أن أفترض تسوشياشي أن ديكو قد رفض الإنذار النهائي، أمر على الفور ببدء الانقلاب.
تحركت القوات اليابانية في ذلك المساء ضد الفرنسيين في كل مركز. تمكنت القوات الفرنسية والحراس الهنديين من مقاومة محاولات نزع سلاحهم في بعض الحالات، مما أدى إلى اندلاع القتال في سايغون وهانوي وهافونغ ونها ترانغ والجبهة الشمالية. أصدرت اليابان تعليمات إلى حكومة تايلاند لإغلاق حدودها مع الهند الصينية والقبض على جميع السكان الفرنسيين والهنود الصينيين داخل أراضيها. وبدلاً من ذلك، بدأت تايلاند في التفاوض مع اليابانيين بشأن مسار عملهم، وبحلول نهاية مارس لم يكونوا قد امتثلوا بالكامل لهذه المطالب. أعلن راديو دومي (قناة الدعاية اليابانية الرسمية) أن منظمات الاستقلال الموالية لليابان في تونكين شكلت اتحادًا للتشجيع على تحرير الهند الصينية والتعاون مع اليابانيين.
طُوق فوج المشاة الاستعماري الحادي عشر المتمركز في ثكنات مارتن دي بالييرز في سايجون ونُزع سلاحه بعد إلقاء القبض على قائده المقدم مورو. بينما كان هناك قتال متقطع في هوى، إذ قاتل الحرس الهندي الذين وفروا الأمن للمقيم السامي لمدة 19 ساعة ضد اليابانيين قبل اجتياح ثكناتهم وتدميرها. تمكن 300 رجل ثلثهم من الفرنسيين من الفرار من اليابانيين والهروب إلى وادي آ سو. ومع ذلك، فقد تعرضوا على مدى الأيام الثلاثة التالية للجوع والمرض والخيانات، فاستسلم الكثيرون بينما شق آخرون طريقهم إلى لاوس ونجا قلة فقط. في هذه الأثناء، قاد موردانت المعارضة من حامية هانوي لعدة ساعات لكنه اضطر إلى الاستسلام.